# Adem Sarı
Adem Sarı (* 9. Mai 1985 in Villingen-Schwenningen) ist ein ehemaliger deutsch-türkischer Fußballspieler.

## Sportlicher Werdegang
Sarı begann mit dem Fußballspielen in der Jugend vom SC Freiburg. Von hier aus wechselte er im Sommer 2004 zum FC 08 Villingen und spielte hier drei Spielzeiten lang. Anschließend ging er zum TSG 1899 Hoffenheim und spielte hier für die Reservemannschaft. Die Rückrunde der Spielzeit verbrachte er als Leihgabe bei seinem alten Verein FC 08 Villingen. Im Sommer 2008 wechselte er dann zum SC Pfullendorf. Hier machte er mit seinen 17 Treffern in 31 Ligabegegnungen auf sich aufmerksam.
Zu Anfang der Saison 2009/10 wechselte Sarı vom SC Pfullendorf für 40.000 € zum türkischen Erstligisten Eskişehirspor. Hier unterschrieb er einen Dreijahresvertrag bis zum 31. Mai 2012. Sarı wurde anfangs von Rıza Çalımbay kaum berücksichtigt und erhielt nur Kurzeinsätze. Erst durch seine zwei Tore beim 2:1 gegen Fenerbahce kam er zu längeren Einsätzen und schaffte es bei 23 Spielen neun Saisontore zu erzielen. Trotzdem setzte Çalımbay nicht weiter auf ihn und Sarı wurde zur Rückrunde der Saison 2010/11 an Denizlispor ausgeliehen. Nach namhaften Zugängen wie Diomansy Kamara, Kris Boyd und Mehmet Yıldız, wurde Sarı auch mit Beginn der Saison 2011/12 ausgeliehen. Es ging diesmal in die TFF 1. Lig zu Kartalspor.
Zur Rückrunde wurde sein Vertrag als Leihspieler mit Kartalspor aufgelöst, so dass er zu Eskişehirspor zurückkehrte. Anschließend wurde er für die Rückrunde der Spielzeit 2011/12 an den Drittligisten Şanlıurfaspor ausgeliehen. Hier etablierte er sich sofort als Leistungsträger und war mit seinen fünf Treffern in 13 Ligaspielen maßgeblich am Gewinn der Meisterschaft der TFF 2. Lig und damit dem direkten Aufstieg in die TFF 1. Lig beteiligt. Für die Saison 2012/13 wurde er an den Süper-Lig-Absteiger und neuen Zweitligisten Samsunspor ausgeliehen.
Im Sommer 2013 verließ Sarı endgültig Eskişehirspor und wechselte zum türkischen Drittligisten Altay Izmir, für den er eine Spielzeit aktiv war. Nach Engagements bei Gölbaşıspor und Sivas Belediyespor war er zunächst nach einer Achillessehnen-Operation vereinslos und kehrte 2017 nach Deutschland zurück, wo er sich dem Verbandsligisten FC Bad Dürrheim anschloss. Mit dem Klub stieg er 2018 in die Siebtklassigkeit ab, 2019 wechselte er als Spielertrainer zum Bezirksligisten SV Gosheim. Im Dezember 2020 trennte sich der Klub von ihm und seinem zum Trainerteam gehörenden Bruder Ali Sari, nachdem die Mannschaft in den ersten zehn Spielen der Spielzeit 2020/21 nur einen Punkt geholt hatte und abgeschlagen am Tabellenende stand. Im Sommer 2022 übernahm er wieder in Zusammenarbeit mit seinem Bruder den Trainerposten beim Kreisligisten VfB Villingen.

## Erfolge
- Mit Şanlıurfaspor:
  - 2011/12 TFF 2. Lig
  - 2011/12 Aufstieg in die TFF 1. Lig